# اینتر سیتیز فیرز کاپ ۷۱–۱۹۷۰
اینتر سیتیز فیرز کاپ ۷۱–۱۹۷۰، سیزدهمین و آخرین فصل از اینتر-سیتیز فیرز کاپ، مسابقات فوتبال باشگاهی اروپا بود که مستقل از یوفا توسط یک کمیته سازماندهی متشکل از مدیران فیفا برگزار می‌شد. آخرین دوره این رقابتها با قهرمانی لیدز یونایتد به پایان رسید. رقابتهای جام یوفا جایگزین این رقابتها شد.